# 大紋胸鮡
大紋胸鮡，為輻鰭魚綱鯰形目鮡科的其中一種，為熱帶淡水魚類，分布於亞洲湄公河、馬來半島及婆羅洲淡水流域，體長可達14.4公分，棲息在丘陵區溪流底層水域，生活習性不明。

## 扩展阅读
維基物種上的相關：大紋胸鮡